# Изображение с красным пятном
«Изображение с красным пятном» (нем. Bild mit rotem Fleck, фр. Tableau à la tache rouge) — абстрактная картина русского художника Василия Кандинского, написанная в 1914 году и хранящаяся в Национальном центре искусства и культуры Жоржа Помпиду Государственного музея современного искусства в Париже, Франция.

## Описание
В идеальном квадрате эффекты прозрачности и диффузии цвета выдают влияние практики росписи по стеклу. Василий Кандинский неоднократно говорил о своём желании войти в «вибрацию» со зрителем, о чем свидетельствует этот водоворот красок. Два цветных пятна соединены двойным обручем. За исключением красного пятна, давшего название картине, разделенные клавиши, подсвеченные белым цветом, и дрожащие линии придают материалу исключительный блеск.